# Cúa (paroisse civile)
Pour les articles homonymes, voir Cua.
Cúa est l'une des deux paroisses civiles de la municipalité d'Urdaneta dans l'État de Miranda au Venezuela. Sa capitale est Cúa, chef-lieu de la municipalité. En 2011, sa population s'élève à 105 841 habitants.

## Géographie

### Démographie
Hormis sa capitale Cúa, la paroisse civile possède plusieurs localités :
- Cúa
- El Conde
- El Portachuelo
- La Aguada de Tovar
- La Providencia
- Las Mercedes
- Las Quebraditas
- Los Chaguaramos
- Quebrada de Cúa
- Quebrada Honda